# Выдрино (Ленинградская область)
Выдрино — деревня в Кисельнинском сельском поселении Волховского района Ленинградской области.

## История
Деревня Выдрино упоминается на карте Санкт-Петербургской губернии Ф. Ф. Шуберта 1834 года.

ВЫДРИНО — деревня принадлежит графу Паскевичу-Эриванскому, число жителей по ревизии: 44 м. п., 44 ж. п. (1838 год)

Деревня Выдрино отмечена на карте профессора С. С. Куторги 1852 года.

ВЫДРИНО — деревня княгини Волконской, по просёлочной дороге, число дворов — 27, число душ — 38 м. п. (1856 год)

ВЫДРИНА — деревня владельческая при колодцах, число дворов — 15, число жителей: 38 м. п., 40 ж. п. (1862 год)

В конце XIX века деревня административно относилась к Песоцкой волости 1-го стана Новоладожского уезда Санкт-Петербургской губернии, в начале XX века — 4-го стана.
По данным «Памятной книжки Санкт-Петербургской губернии» за 1905 год деревня Выдрино входила в Чаплинское сельское общество.
С 1917 по 1923 год деревня Выдрино входила в состав Песоцкой волости Новоладожского уезда.
С 1923 года в составе Чаплинского сельсовета Шумской волости Волховского уезда.
С 1926 года в составе Голтовского сельсовета. Согласно данным переписи населения СССР 1926 года в деревне Выдрино проживали 82 человека — все русские.
С 1927 года в составе Волховского района.
С 1928 года вновь в составе Чаплинского сельсовета. В 1928 году население деревни Выдрино также составляло 82 человека.
По данным 1933 года деревня Выдрино входила в состав Чаплинского сельсовета Волховского района.

План деревни Выдрино. 1941 год

Согласно топографической карте РККА 1941 года деревня называлась Выдрина и насчитывала 17 дворов. На северной окраине деревни находилась ветряная мельница.
В 1955 году население деревни Выдрино составляло 37 человек.
По данным 1966, 1973 и 1990 годов деревня Выдрино также входила в состав Чаплинского сельсовета Волховского района.
В 1997 году в деревне Выдрино Кисельнинской волости проживали 2 человека, в 2002 году — 1 человек (русский).
В 2007 году в деревне Выдрино Кисельнинского СП — также 1 человек

## География
Деревня расположена в западной части района на автодороге 41К-387 (Чаплино — Голтово), близ автодороги Р21 (E 105) «Кола» (Санкт-Петербург — Петрозаводск — Мурманск), к западу от центра поселения, деревни Кисельня.
Расстояние до административного центра поселения — 11 км.
Расстояние до ближайшей железнодорожной станции Волховстрой I — 31 км.
К востоку от деревни находится исток Гнилого ручья — правого притока реки Кобоны.

## Демография
| 1862 | 2007 | 2010 | 2017 |
| ---- | ---- | ---- | ---- |
| 78   | ↘1   | ↘0   | ↗1   |

### Национальный состав
Согласно данным Всероссийской переписи населения 2021 года в деревне проживали 2 человека, все русские.